# Anna Avdeyeva
Pour les articles homonymes, voir Avdeïeva.
Anna Avdeyeva - en russe : Анна Михайловна Авдеева, transcription française Anna Mikhaïlovna Avdeïeva - (née le 6 avril 1985 à Orenbourg) est une athlète russe spécialiste du lancer du poids.

## Carrière
Elle se révèle durant la saison 2004 en se classant deuxième des Championnats du monde de Grosseto avec la marque de 17,13 m. Sixième des Championnats d'Europe en salle en début de saison 2009, Anna Avdeyeva améliore son record personnel le 24 juillet en réalisant 20,07 m lors de la réunion de Tcheboksary. Elle se classe cinquième des Championnats du monde de Berlin avec un jet à 19,66 m. 
En début d'année 2010, la Russe échoue au pied du podium des mondiaux en salle de Doha mais établit sa meilleure marque en salle avec 19,47 m. Le 20 juin, Avdeyeva remporte le concours du lancer du poids des Championnats d'Europe par équipes de Bergen, en Norvège, avec la marque de 19,14 m, devançant finalement l'Allemande Petra Lammert.
En août 2013, Anna Avdeyeva est suspendue deux ans pour dopage, à la suite d'un contrôle positif à l'oral-turinabol, un stéroïde anabolisant.

## Palmarès
| Date | Compétition                       | Lieu      | Résultat | Marque  |
| ---- | --------------------------------- | --------- | -------- | ------- |
| 2003 | Championnats d'Europe juniors     | Tampere   | 1re      | 16,71 m |
| 2004 | Championnats du monde juniors     | Grosseto  | 2e       | 17,13 m |
| 2007 | Championnats d'Europe espoirs     | Debrecen  | 3e       | 17,47 m |
| 2009 | Championnats du monde             | Berlin    | 5e       | 19,66 m |
| 2010 | Championnats du monde en salle    | Doha      | 2e       | 19,47 m |
| 2010 | Championnats d'Europe             | Barcelone | 1re      | 19,39 m |
| 2011 | Championnats d'Europe en salle    | Paris     | 1re      | 18,70 m |
| 2011 | Championnats d'Europe par équipes | Stockholm | 2e       | 17,33 m |
| 2011 | Championnats du monde             | Daegu     | 6e       | 19,54 m |

### Records
- Plein air : 20,07 m (2009)
- Salle : 19,47 m (2010)